# Antonio Prieto (attore)
Antonio Prieto Puerto (Aspe, 2 febbraio 1905 – Madrid, 4 febbraio 1965) è stato un attore spagnolo.

## Biografia
Debuttò al cinema nel 1953 in El mensaje, poi apparve in Los Tarantos (1963) con Carmen Amaya, Rififi (1955) con Fernando Fernán-Gómez, El tímido e Llanto por un bandido (1964). Il suo ruolo più importante fu Don Benito Rojo nel film di Sergio Leone Per un pugno di dollari (1964) con Gian Maria Volonté.
Nel 1959 vinse il Premio Nacional de Interpretación de España per il suo lavoro sul palcoscenico.